# Українці на півдні Росії
Українці на півдні Росії проживають переважно на Кубані. За останнє століття близько 90% від попередньої кількості було русифіковано та асимільовано.

## Історія
Територія сучасного Півдня Росії фактично складається з двох великих територіальних зон, які відрізняються в соціально-економічному та етнографічному відношеннях. По-перше, — більш розвинута в економічному та культурному плані в основному російськомовна Північ, яка складається з Ростовської області, Ставропольського та Краснодарського країв. По-друге, — з власне Північного Кавказу, куди входять республіки горських народів: Адигейська, Інгушська, Кабардино-Балкарія, Карачаєво-Черкеська, Північно-Осетинська та Чеченська. До цього поясу адміністративних національних утворень на крайньому сході територіально прилягає частина Дагестану.
Після встановлення на Півдні радянської влади у 1920 році всі ці території були об'єднані в крупне адміністративне утворення Південний — Схід в складі Російської Федерації. В жовтні 1924 року Південний-Схід було перейменовано на Північно-Кавказький край, зі складу якого вилучили Дагестан. До краю були приєднані Таганрозький та Шахтинський округи України. Центр краю, його партійні, радянські та господарські органи знаходилися в Ростові-на-Дону.
В результаті нового районування 1924 року територія краю була поділена на 11 округів і 4 автономні області, які в свою чергу складалися з районів. У кордонах цих адміністративних утворень Північо-Кавказького краю з 1925 по 1933 р.р. проходила українізація.
Конкретно, заходами цієї національної кампанії було охоплено 35 районів: Абинський, Арзгирський, Азовський, Анапський, Баталпашинський, Брюховецький, Винодільський, Гаряче-Ключевський, Дивнівський, Єйський, Завітинський, Зимовниківський, Канівський, Кашарський, Коренівський, Краснодарський, Курганський, Курсавський, Кущевський, Кримський, Леоно-Калитвенський, Матвієво-Курганський, Мечетинський, Міллеровський, Невинномиський, Отрадненський, Павлівський, Приморсько-Ахтарський, Ремонтненський, Сіверський, Слов'янський, Старимінський, Таганрогський, Темрюкський та Тимошівський. Більшість цих районів зберегло свою територію та назви до сьогодні.
Територію Північного Кавказу та Нижнього Подоння (область Війська Донського) українці почали освоювати з кінця XVIII ст., по мірі просування кордонів Росії на південь та південний схід. Надалі потужні, численні контингенти росіян та українців забезпечили освоєння цих територій, утверджуючи тут землеробство та формуючи весь спектр економіки та культури.

## Чисельність

### Передкавказзя
| 90-75% 75-50% 50-25% | 25-10% 10-5% 5-2% |

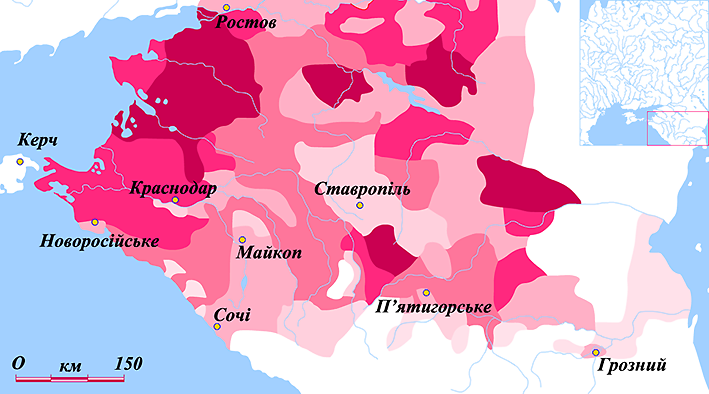
Українці на Кубані, перепис 1926
90-75%
75-50%
50-25%
25-10%
10-5%
5-2%

Перші кількісні дані про наявність українців на Кавказі дають матеріали V Всеросійської ревізії 1795 року. Тоді на території Північного Кавказу (пізніше районованої в кордонах Ставропольської губернії, Кубанської та Терської областей) проживало 38,5 тис. українців, що становило 2,4 % від усього населення Північного Кавказу. На території області Війська Донського на той час уже сформувався значний контингент українського селянського населення — 112,7 тис. чол., що становило 31,3 % від усього населення області.
Згідно з даними цієї ж ревізії в Кубанській області проживали одні українці — 32,6 тис. чол. На землях Ставропольської губернії розселялися перші контингенти українського населення в кількості 5,9 тис. чол., що склало 3,3 % населення губернії.

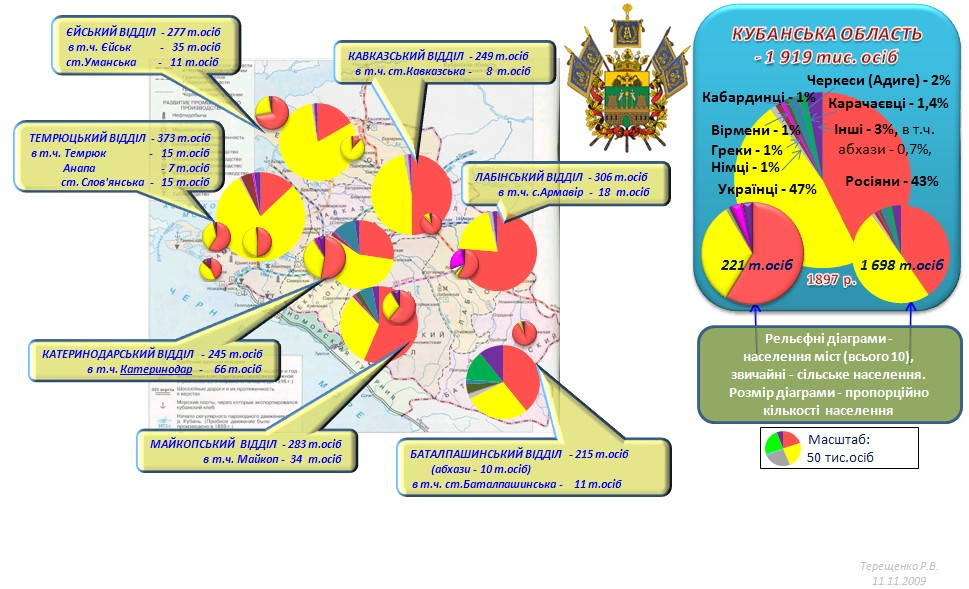
Мовний склад населення Кубанської області за переписом 1897 р.

Х Всеросійська ревізія, яка проводилася перед скасуванням кріпосного права у 1858 році, виявила значні контингенти українського населення в Кубанській та Донській областях та дисперсне розселення українців в Ставропольському регіоні. У Донській області нараховувалося 286,1 тис. українців, у Кубанській — 297,4 тис. чол. і 110,6 тис. чол. — на Ставрополлі.

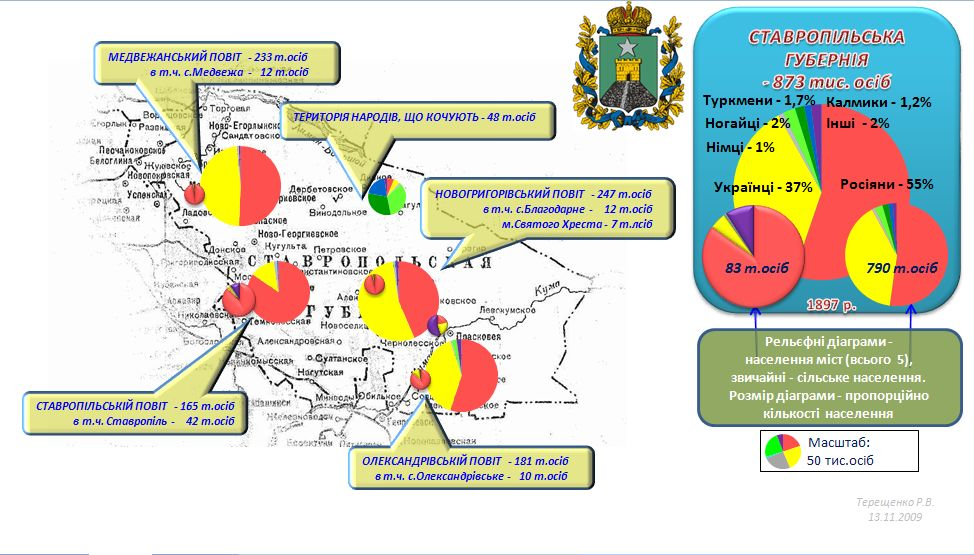
Мовний склад населення Ставропольської губернії за переписом 1897 р.

Згідно з першим Всеросійським переписом населення 1897 р. та деякими місцевими переписами населення кінця XIX ст. всього на Кавказі проживало 1305,5 тис. українців. Це становило 14,1 % всього населення колишнього Кавказького Намісництва. При цьому 33 % українців зосередилися на Північному Кавказі. 908,8 тис. українців проживало в Кубанській області (47,6 % всього населення області). 319,8 тис. — в Ставропольській губернії (36,6 % населення). 719,7 тис. чол. — в Донській області (28,1 %). Наприкінці XIX ст. українці почали розселятися і в неспокійній, небезпечній Терській області, де їх нараховувалося на той час 42 тис. чол. — 4,5 % населення області.

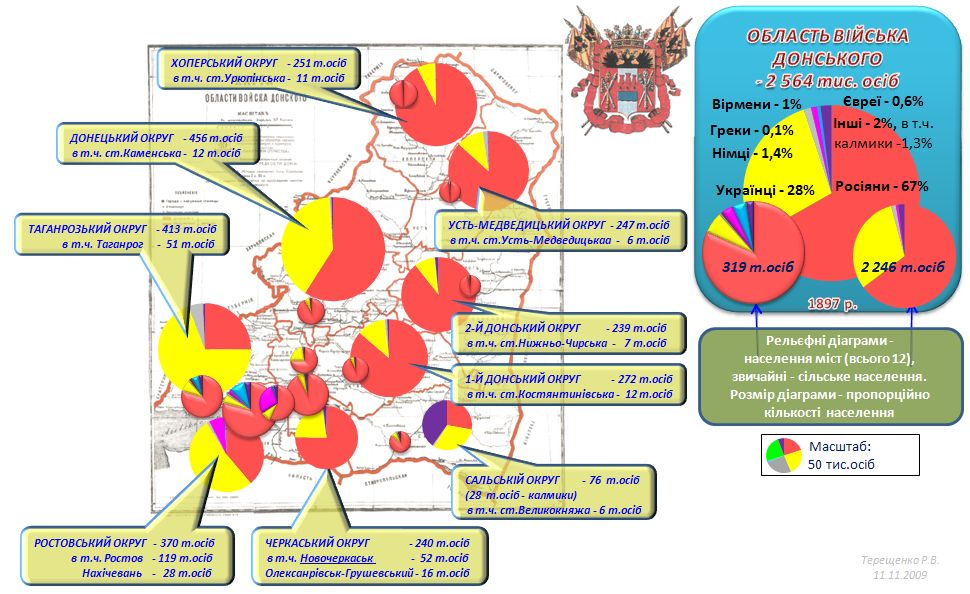
Мовний склад населення Області Війська Донського за переписом 1897 р.

Перший Всесоюзний перепис населення, проведений в радянський час, у 1926 р., підтвердив наявність в Північно-Кавказькому регіоні та в Донській області потужного численного контингенту українців. Згідно з цим переписом у краї нараховувалося 3 107 022 українця, що становило 37,15 % від загальної кількості населення краю.
Українці розселялися на всій території Північного Кавказу та Донської області, у всіх округах Північно-Кавказького краю.
Найчисленніше селянське українське населення виявилося у Таганрогському, Донецькому, Кубанському та Чорноморському округах, де серед інших етнічних груп українці за чисельністю займали перше місце. В селянських місцевостях Донського округу українці також виявилися на першому місці.

| Регіон                       | Чисельність населення | Кількість українців | Частка українців |
| ---------------------------- | --------------------- | ------------------- | ---------------- |
| Армавірський округ           | 922 729               | 305 126             | 33,1%            |
| в тому числі м. Армавір      | 72 118                | 17 630              | 24,4%            |
| Донецький округ              | 374 565               | 206 520             | 55,1%            |
| Донський округ               | 1 126 654             | 498 287             | 44,2%            |
| в тому числі м. Ростов       | 304 005               | 59 215              | 19,5%            |
| в тому числі м. Новочеркаськ | 61 713                | 7 462               | 12,1%            |
| Кубанський округ             | 1 472 548             | 915 450             | 62,2%            |
| в тому числі м. Краснодар    | 157 263               | 48 559              | 30,9%            |
| Сальський округ              | 471 567               | 207 195             | 43,9%            |
| Ставропольський округ        | 726 574               | 245 755             | 33,8%            |
| в тому числі м. Ставрополь   | 57 959                | 5 235               | 9,0%             |
| Таганрозький округ           | 267 485               | 191 771             | 71,7%            |
| Чорноморський округ          | 277 263               | 103 922             | 37,5%            |
| в тому числі м. Новоросійськ | 65 511                | 15 476              | 23,6%            |
| Шахтинсько-Донецький округ   | 539 669               | 70 686              | 13,1%            |
| Терський округ               | 641 557               | 194 083             | 30,3%            |
| в тому числі м. П'ятигорськ  | 54 385                | 9 813               | 18,0%            |
| Всього                       | 6 820 611             | 2 938 795           | 43,1%            |

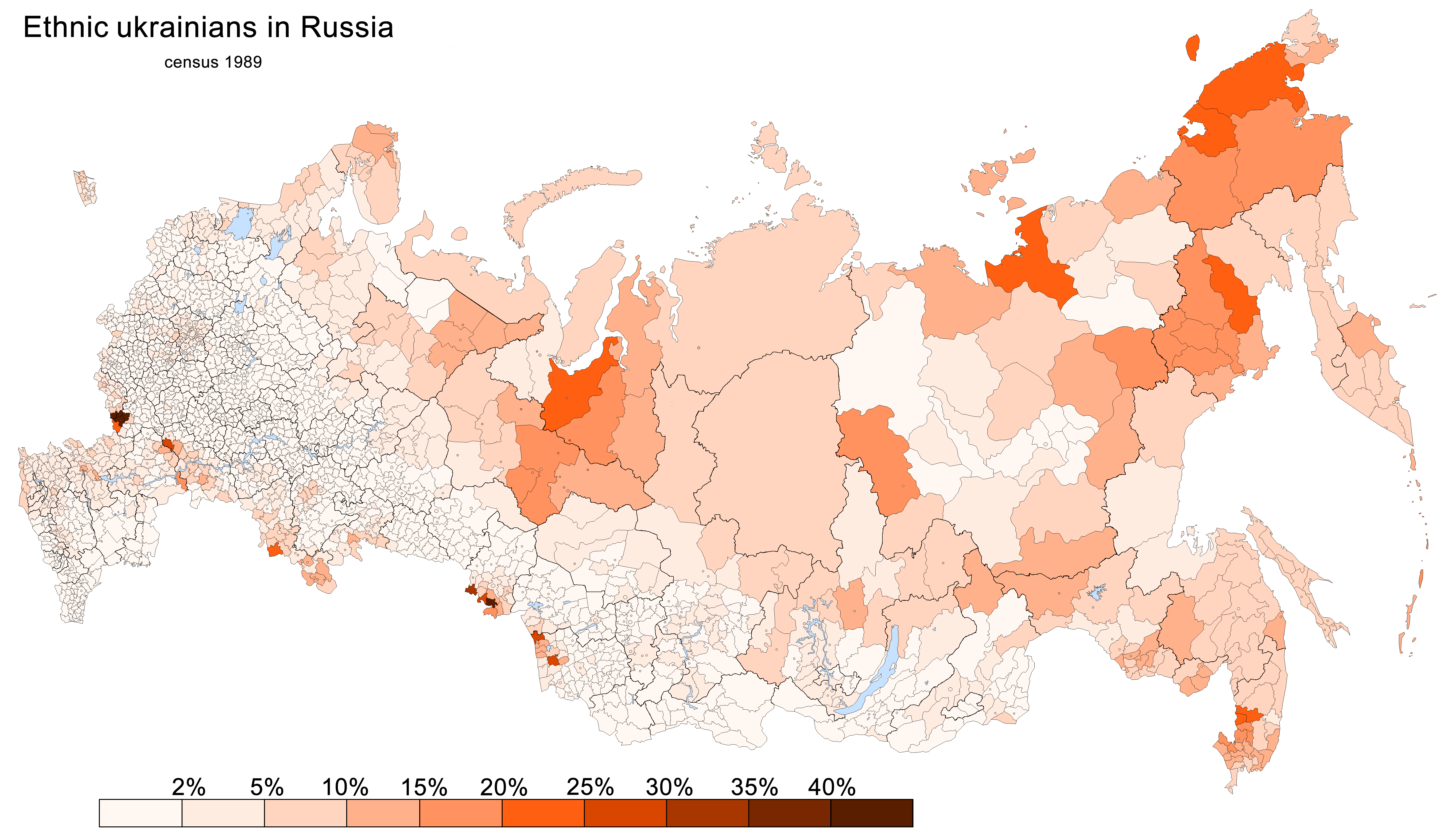
Розселення українців у Росії за переписом 1989 р.

В інших округах Північно-Кавказького краю за чисельністю українці загалом поступалися росіянам, однак в окремих районах їх було більше. Так в Сальському окрузі українці за чисельністю переважали в Заверитинському, Зимовниковському, Ремонтненському та в Воронцово-Миколаївському районах. В Армавірському окрузі таке положення склалося в Баталпашинському, Невиномиському та Успенському районах. На Ставрополлі українське населення переважало в Курсавському, Дивенському та Виноділенському районах; в Майкопському окрузі — в Хадиженському районі; в Терському — в Арзгирському, Левокумському, Степнівському та Суворовському районах; в Шахтинському і Сунженському округах переважало російське населення.
Перепис 1939 року зафіксував десятикратне зменшення кількості українців на Передкавказзі — з 3 млн до 300 тис. У Краснодарському краї (без Адигейської АО) їх кількість зменшилась до 143 744 осіб (4,9% населення).
На території Ставропольського краю українців налічувалось (без Карачаєвської та Черкеської АО) 42 437 осіб, або 2,5% населення.
У Ростовській області чисельності українців склала 110 660 осіб (3,8% населення).
У подальшому завдяки міграційному приросту кількість українців збільшувалась, досягнувши у 1989 році 425 тис. осіб.
За переписом 2002 року у цих регіонах налічувалось 296 тис. українців.
| Регіон                        | 1939    | 1959    | 1970    | 1979    | 1989    | 2002    | 2010   | 2021   |
| ----------------------------- | ------- | ------- | ------- | ------- | ------- | ------- | ------ | ------ |
| Краснодарський край (без АО)  | 143 744 | 137 604 | 158 497 | 156 500 | 183 805 | 131 774 | 83 746 | 29 317 |
| Ростовська область            | 110 660 | 137 578 | 149 028 | 156 763 | 178 803 | 118 486 | 77 802 | 26 000 |
| Ставропольський край (без АО) | 42 437  | 39 067  | 48 653  | 52 058  | 62 881  | 45 892  | 30 373 | 9 895  |

### Адигея

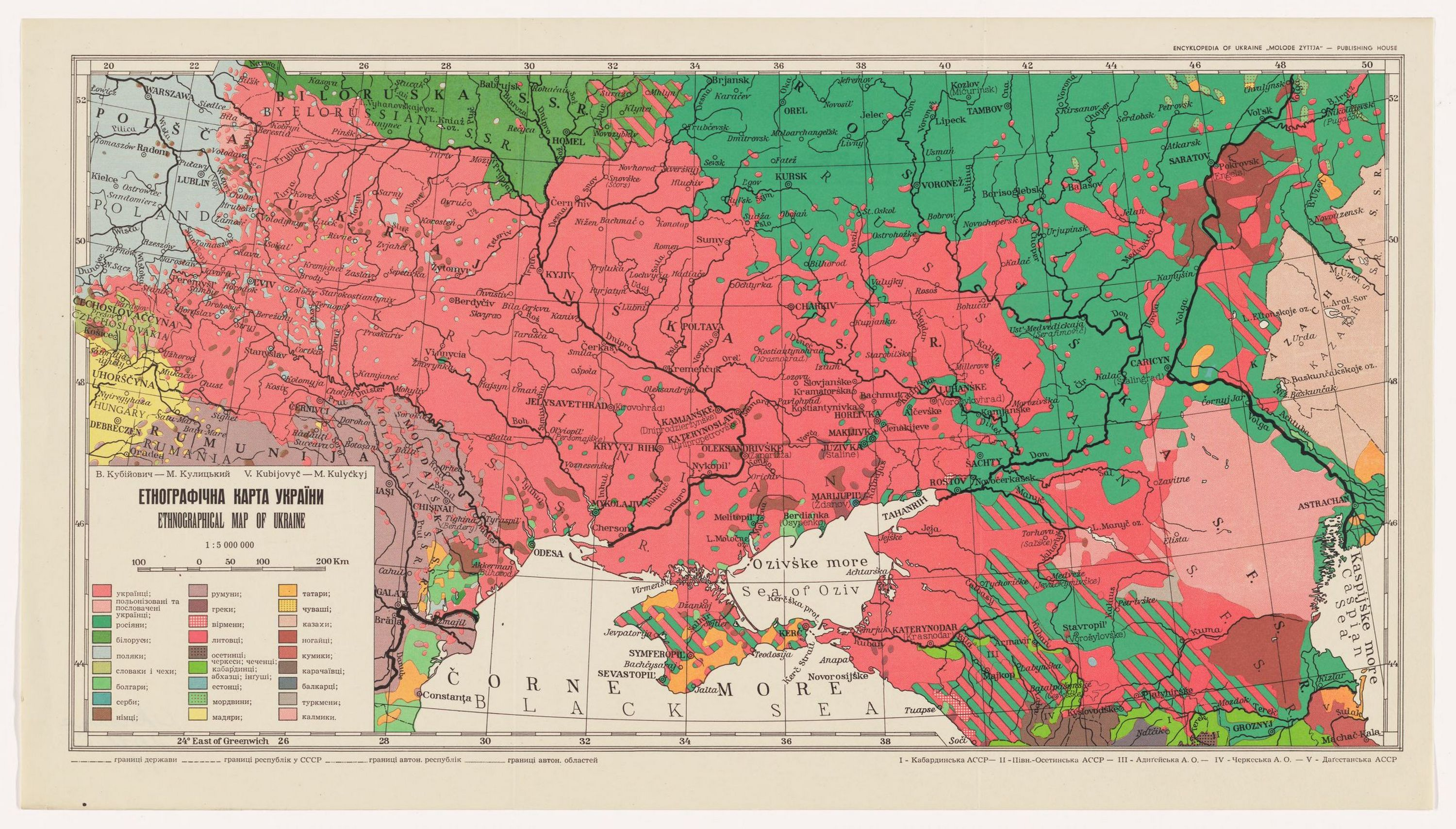
Карта розселення українців, серед іншого в Росії.

На території сучасної Адигеї у 1926 році проживало 57.427 українців, що становило 22,0% всього населення. З них на території Адигейсько-Черкеської АО проживало — 26.405 (23,3%) та не території Майкопського округу, пізніше приєднаної до Адигейської АО — 31.022 (21,0%).
З 5 адміністративних одиниць Адигейсько-Черкеської АО в 1 районі (Натирбівському) українці були найчисельнішим народом, в 3 районах (Понежукаївському, Тахтамукаївському та Хакуринохабльському) — другим за чисельністю після черкесів і в 1 районі (Преображенському) другими після росіян.
На території цієї АО українці були розселені досить рівномірно. Так у Натирбівському районі Адигейсько-Черкеської АО проживало 6.669 (34,3%)
українців і за чисельністю вони випереджали всі інші національності. На території району українці переважали у 3 з 7 сільрад — Безладненській (52,4%), Ігнатьївській (73,7%), і найбільшій — Натирбівській (62,4%). У райцентрі Натирбове українці склади 63,1% населення, або 3.678 з 5.832. На території району існували також хутори де майже все населення становили українці. Це хутори — Гедроїцький (99,2%), Кармаликів (98,5%), Звездилин (89,2%).
В Понежукаївському районі Адигейсько-Черкеської АО на українців приходилося 20,9% населення. Вони становили більшість населення хуторів Карсів (64,7%), Великий Камлук (65,8%), Чабанів (91,1%), Шевченко (84,3%), Петрів (97,8%), Кіш (98,0%), Вербовий (97,3%), Мелихів (96,7%), Пантелеймонівський (96,8%), Старокубанський (93,1%), Терновий (98,4%). На території цього району були декілька невеликих (населення менше 100 осіб) хуторів, де 100% населення становили українці. Це хутори Фільтук, Соловеївка, Анинкова та Кармалинів.
У Преображенському районі проживало 6.264 українців (22,8%). Українці становило більшість населення у хуторах Литвинів (58,2%), Зайців (81,5%), Ковальчук (100%), Верхнє-Назарів (59,9%), Чорногіркин (60,5%), Київський (80,4%), Курганний (89,7%), Головатський (51,5%), Лисенко (57,0%), Султанів (53,1%), Ново-Олексіївський (69,5%), Пезе-де-Корваль (63,3%), Старо-Сокольський (60,7%), Попенків (100,0%), Кисилів (79,6%), Зазірний (100,0%), Зелений (80,1%), Побідоносцев (76,0%), Пританьківський (65,9%). Значна кількість українців проживала і в інших населений пунктах району.
У Хакуринохабльському районі налічувалось 8338 українців (29,7%). Більшість населення українці становили у хуторах Афамготів (65,4%), Дмитріївський (66,2%), Соколів (63,9%), Гончарів (100,0%), Дорошенко (97,6%), Килиметів (77,4%), Лейбів-Абазів (94,7%), Михайлів (56,1%), Новорузів (91,2%), Упчежоков (76,1%), Безводний (66,7%), Богарсуків (71,3%), Бондарів (96,2%), Гайсенюків (85,2%), Лодин (74,7%), Мокро-Касаточкин (70,4%), Мокрий-Назарів (94,4%), Оріхів (58,9%), Пеньтюхів (94,1%), Соснів (97,0%), Співаків (88,8%), Тихонів (75,4%), Чекалів (84,5%), Понетяжкин (60,7%), Гребенюків (100%), Червоний Форс (75,9%), Ново-Олексіївський (100%), Відрадний (67,7%), Пако-Ногороківський (75,4%), Семено-Макар'їв (92,7%), Хопачів (92,4%), Чернишевський (90,0%), селі Штурбине (92,2%).
В Тахтамукайському районі проживала найменша кількість українців — всього 1.393, або 6,7%. Вони становили більшість населення у хуторах Султанівський (68,6%), Енем (52,9%), Ново-Вогеншій (82,2%), Пущенилівка (92,7%), Новий Сад (76,8%) та Супівський (78,9%).
На території Майкопського округу, яка пізніше була долучена до складу Адигейської АО проживало 31.022 українців, що становило 21,0%. З них у місті Майкоп — 8.096, або 15,3%.
Перепис 1939 року зафіксував стрімке зменшення кількості українців у Адигейській АО. Чисельність їх скоротилась у 9 разів (з 57.427 до 6.130), а їх у частка у населення зменшилась з 22,0% до 2,5%. Особливо значним було зменшення кількості українців у районах (у 10 разів), найменшим — у місті Майкоп (у 4 рази). Третина українців проживала у місті Майкоп 2.023 (3,6% його населення). З районів республіки більше всього українців проживало у Гіагінському районі 1.461 (3,5%).
За переписом 1959 року кількість українців у автономній області збільшилась і становила 9.461. Збільшилась і їх частка у населення — з 2,5% до 2,9%. Як і за минулим переписом, Значна частина українців (3.514) проживала у м. Майкоп. Незважаючи на скорочення частки українців у населенні міста з 15,3% до 4,3%, вони залишались другою за чисельністю національністю міста після росіян.
Кількість українців продовжувала зростати і за переписом 1970 року склала 11.214 (2,9%).
Перепис 1979 року зафіксував 12.078 українців у Адигейській АО. Вони становили 3,0% всього населення і 4,0% населення міста Майкоп.
За останнім радянським переписом 1989 року кількість українців досягла 13.755 (3,2% населення), з них у м. Майкоп 5.880 (4,0%).
Всеросійський перепис населення 2002 року зафіксував значне зменшення кількості українців. Їх чисельність зменшилась на 34% до 9.091, або 2,0% населення.

### Карачаєво-Черкесія
На території нинішньої Карачаєво-Черкесії у 1926 році проживало 31.772 українців (18,8% всього населення).
За чисельністю населення українці посідали третє місце після карачаєвців (31,4%) та росіян (23,7%). Найбільше українців проживало не території Армавірського, Майкопського та Терського округів, переданих до складу Карачаєво-Черкеської АО — 40,4%, 54,3% та 98,9% відповідно. На території Армавірського округу, пізніше переданого до складу АО, проживало 26700 українців, в тому числі в м. Баталпашинськ (нині — Черкеськ) — 1743 (9,0%), Баталпашинському районі — 23.885 (57,4%) та частині Отрадненського району — 1072 (20,7%).
На переданій частині Мостовського району Майкопського округу з 1267 осіб українці становили 688 (54,3%), а на території Суворовського району Терського округу українці становили 185 з 187 осіб (98,9%).
Найменше українців проживало у гірських та передгірських районах — від 0,2% в Учкуланському до 8,2% у Хумаринському районі.
Згідно з переписом населення 1939 року, кількість українців зменшилась у 7,7 разів до 4104 осіб. У Черкеській автономній області проживало 1807 українців (1,9% населення), найбільше — у м. Черкеськ — 1.042 (3,6%). У Карачаєвській автономній області проживало 2.297 (1,5%). Найвищий відсоток населення українці становили у смт. Орджонікідзе — 10,2%, м. Мікоян-Шахар (нині — Карачаєвськ) — 5,2%, селищі Теберда — (4,0%).
У 1959 році у Карачаєво-Черкеській АО налічувалось 4.199 українців (1,5% населення), з них у місті Черкеськ 1.150 (2,8%).
У 1970 році кількість українців досягла 4.819, проте їх частка у населенні зменшилась до 1,4%.
Перепис 1979 року вперше з 30-х років зафіксував зменшення кількості українців у Карачаєво-Черкеській АО на 5,5% до 4.555 (1,2% населення). У адміністративному центрі Черкеську проживало 1.892 українця (2,1%)
За переписом 1989 року налічувалось 6.308 українців (1,5% населення), з них у м. Черкеськ — 2.454 (2,2%)
У 2002 перепис зафіксував зменшення кількості українців у Карачаєво-Черкеській республіці на 47%, до 3.331 осіб. (0,8% населення).

### Кабардино-Балкарія
У 1926 році на території Кабардино-Балкарській АРСР проживало 17.213 українців (8,4%), що робило їх третім за чисельністю етносом після кабардинців (60,0%) та балкарців
(16,3%). Українці становили відносну більшість населення Казачого — 4.508 (48,2%) та Прималкинського — 6.262 (44,0%) районів.
Значна кількість українців проживала у місті Нальчик — 1.472 (11,4%) та Баксанському районі — 3.065 (8,3%).
За переписом 1939 року кількість українців скоротилась на 35%, порівняно з переписом 1926 року, до 11 142 осіб (3,4% населення). Порівняно високу частку населення вони становили у м. Нальчик — 6,5%, або 3.118 осіб. Найбільше зменшилась кількість українців в тих районах, в яких за переписом 1926 року вони становили відносну більшість населення — наприклад у Прималкинському районі, де кількість українців зменшилась у 26 разів — з 6.262 до 244, а їх питома вага у населенні скоротилась з 44,0% до 1,9%.
Перепис 1959 року показав подальше зменшення кількості українців в республіці — до 8.400 (2,0% населення). Як і у 1939 році висока частка українців серед населення була зафіксована у м. Нальчик — 4,1%, або 3.595 осіб.
За переписом 1970 року кількість українців в республіці зросла до 10.362 (1,8% населення). Більше половини проживало у місті Нальчик — 5.296 осіб, де вони становили 3,1% населення. Решта — переважно у північно-східних районах: Майському — 979 (3,2%), Прохладненському — 764 (2,2%), м.Прохладний — 1.400 (3,5%).
У 1979 було зафіксовано збільшення кількості українців до 12.139 осіб, хоча їх частка у населення республіки не змінилась і становила 1,8%. Як і у 1970 році більшість українців — 6.307 проживали у Нальчику, що становило 2,9% населення. Значна кількість українців проживала також у м. Прохладний — 1.728 осіб (3,6% населення), Майському районі — 1.005 (3,0%), Прохладненському районі — 886 (2,3%).
У 1989 році кількість українців становила 12.826 осіб (1,7%), з них у Нальчику — 5.725 (2,3%), Прохладному — 2.133 (3,8%), Тирниаузі — 1.062 (2,8%), Майському районі — 1.121 (3,1%), Прохладненському районі — 1.079 (2,7%).
Перепис 2002 року зафіксував 40-відсоткове скорочення чисельності українців у республіці — до 7.592, що становить 0,8% населення республіки.

### Північна Осетія
У Північно-Осетинській АО (без м. Владикавказ) в 1926 році проживало 10.301 українців (6,8%). За кількістю українці поступалися лише осетинам 128.321 (84,3%) та випереджали росіян 10.063 (6,6%). Українці зосереджувались переважно у Притеречному районі, де вони становили відносну більшість населення (49,6%). Суттєвою була і частка українців у населенні смт. Беслан (6,3%).
У Владикавказі, який був автономною адміністративною одиницею і не входив до складу Північно-Осетинської АО, проживало 3981 українців, що становило 5,3% всього населення.
За переписом 1939 року кількість українців становила 7.063, або 2,1% населення. Половина українців — 3.557 осіб проживала у м. Орджонікідзе (нині — Владикавказ), де вони становили 2,7% населення. В решті районів їх кількість коливалась від 0,7% у Махчівському районі до 3,0% у Правобережному, 2,6% у Садонському, 2,4% у Алагірському районах.
До 1959 року кількість українців зросла до 9.362 (2,1% населення). З них більше половини проживало у м. Орджонікідзе — 5.082 осіб, що становило 3,1% населення міста.
У 1970 році перепис зафіксував скорочення кількості українців до 9.250 осіб (1,7% населення), а згідно з переписом 1979 року кількість їх знову зросла до 10.574 (1,8% населення).
До 1989 року кількість українців знову зменшилась до 10.088 осіб (1,6% населення). З них у м. Владикавказ мешкало 6.170, що становило 2,1% населення міста.
За переписом 2002 року українське населення у Північній Осетії зменшилось порівняно з 1989 роком у 2 рази, до 5.198 (0,7% населення).

### Чечня.Інгушетія.Дагестан
Чечено-Інгушетія
На території Інгушської АО станом на 1926 рік проживала незначна кількість українців — всього 86 осіб (0,1%). Значно більше кількість — 2522 проживало на території Сунженського округу, яка пізніше була приєднана до Інгушської АО, де на українців приходилося 7,2% населення.
На території Чеченської АО проживало лише 1232 українця (0,4% населення). Значну частку населення українці становили тільки у смт Гудермес (20,2%) та Петропавлівському районі (4,1%).
Значно більше українців проживало у автономному місті Грозний. Вони становили 8,1% населення міста, що робило їх другим після росіян народом за чисельністю. У Грозному в 1926 році кількість українців (7796) у 4 рази перевищувала кількість чеченців (1931).
У 1939 році на території Чечено-Інгушської АРСР проживало 8992 українця. З них на території Інгушетії 1.921 осіб (найбільше у Малгобекському районі — 653 (3,9%), Назранівському районі — 265 (1,0%), у тому числі в селищі Назрань — 138 (4,9%)). На території Чечні — 7.071 (1,3% населення), в тому числі у місті Грозний 4.113 (2,3%), що вдвічі менше ніж у 1926 році.
До 1959 року кількість українців зросла до 13.710 (1,9% населення), проте в подальшому почала зменшуватись — до 12.676 (1,2%) у 1970 році, 12.021 (1,0%) у 1979.
За переписом 1989 чисельність українського населення зросла до 12.637 (1,0%). Переважна більшість — 9.688 осіб — проживала у м. Грозний. Перепис 2002 року у Чечні зафіксував у лише 829 українців, у Інгушетії 189, що становить менше 0,1%
Дагестан
На території Дагестанської АРСР у 1926 році проживало 4126 українців, що становило 0,5% населення. Більше половини українців (57%) проживали у містах.
У 1939 році кількість українців збільшилась до 11008 (1,2% населення), а до 1959 — зменшилась до 10256 осіб (1,0%).
Чисельність українців продовжувалась зменшуватись і на наступних переписах, досягнувши 8996 (0,6%) у 1970 році, 6869 (0,4%) у 1979 році.
За переписом 1989 року українське населення зросло до 8079 (0,4%), а до 2002 року зменшилось до 2869 (0,1%).

## Мова
Як відомо, одним з основних, базисних індикаторів національної приналежності є мова. Збереження своєї рідної мови національною групою, яка дисперсно мешкає в іншонаціональному середовищі, є найважливішим показником національно-культурної цілісності, а також збереження інших національних характеристик. Відхід від своєї національної культури перш за все проявляється у втраті грамотності при вживанні рідної мови, включенні в базовий мовний комплекс численних запозичень. За втратою грамотності, як правило, йде власне втрата рідної мови, що створює умови для втрати почуття рідної національності. Природно, що відхід від свого народу протікає тим скоріше, чим інтенсивніше діють асиміляційні фактори. В першій половині 20-х років на українське населення Північно-Кавказького краю здійснювався сильний асиміляційний тиск і до першого радянського перепису 1926 року тільки 56,8 % українського населення зазначило українську мову рідною мовою.
Адигея
За переписом 1939 року з 6 130 українців 3 321 (54,2%) вказали рідною мовою українську. Попри асиміляцію, завдяки міграційному приросту цей відсоток залишався відносно стабільним і за переписом 1970 року склав 51,6%. З 11 214 українців українську назвали рідною 5 792 осіб, російську — 5 409.
Карачаєво-Черкесія
Українську вказали рідною:

У 1939 році: 2 282 з 4 104 українців (55,6%)

1970 рік: 2 840 з 4 819 (58,9%). Друга мова — 538 осіб (11,2%)

1979 рік: 2 764 з 4 555 (60,7%). Друга мова — 285 осіб (6,3%)
Кабардино-Балкарія
Українську вказали рідною:

1939 рік: 6 787 з 11 142 (60,9%)

1959 рік: 3 794 з 8 400 (45,2%)

1970 рік: 5 588 з 10 362 (53,9%). Друга мова — 1 140 осіб (11,0%)

1979 рік: 6 669 з 12 139 (54,9%). Друга мова — 1 111 осіб (9,2%)
Північна Осетія
Українську вказали рідною:

1939 рік: 4 114 з 7 063 (58,2%)

1959 рік: 4 014 з 9 362 (42,9%)

1970 рік: 4 795 з 9 250 (51,8%). Друга мова — 1 214 осіб (13,1%)

## Культура
На початку 20-х років, коли на Північному Кавказі після руйнівної Громадянської війни і голоду 1921-22 років знову почало відновлюватися мирне життя місцева українська громадськість стала активно шукати шляхи відродження української культури, можливості звертатися до 3-х мільйонного контингенту українського населення рідною мовою. Фактично пропрацьовувалися підходи до початку українізації явочним порядком, громадською ініціативою. Головною турботою українських пасіонаріїв на Північному Кавказі була рідна українська мова. Головною скрипкою в цьому процесі стала творча кубанська молодь.

### Засоби масової інформації
Важливим напрямком діяльності з українізації на Північному Кавказі було створення інформаційної мережі українською мовою, яка передбачала українізацію 9 районних газет, випуск крайової «Червоної газети», щомісячного крайового журналу «Новий шлях», який пізніше було перейменовано на «Ленінський Шлях». Для дітей було вирішено видавати «українську сторінку» в крайовій російськомовній газеті «Ленинские внучата». Був припинений випуски газети «Радянський станичник», яка видавалася до українізації, а підпиники, сількори і деякі співробітники на неї були предані крайовій газеті.
В Ростові було відкрите Північно-Кавказьке відділення Державного видавництва України, що давало можливість випускати підручники для українізованих шкіл і почати постачання на книжковий ринок україномовної літератури. Однією з важливих сфер державної підтримки українізації був культурний сектор з клубами, бібліотеками, хатакми-читальнями, кіно, радіо, стінними газетами. В районах українізації велась масштабна робота з розгортання мережі гуртків та курсів вивчення української мови.

## Політика коренізації
Окружні комітети Північного-Кавказу приймали численні рішення обов'язковість вивчення української мови службовцями окружних, районних та сільських установ з подальшим введення її в діловодство. Службовці, які ухилялися від вивчення української мови притягалися до партійної та адміністративної відповідальності. Секретаріат Північно-Кавказького комітету партії теж приймав численні рішення щодо українізації в краї. Вони стосувалися матеріальної та організаційної допомого в випуску преси українською мовою, дозволам відряджень редакторам газет в Україну. В 1929 році Секретаріат крайкому збільшив наклад «Червоної Газети» в два рази і доручив Крайвиконкому виділити для цієї мети 4,5 пуда паперу та 6450 карбованців, визначивши це як місячну норму. Було профінансовано український та вірменський пересувні театри. Обговорювалося питання про організацію стаціонарного українського театру в Ростові. Все це здійснювалося в рамках трирічного плану українізації. [9]
Міжнародний досвід і досвід національного відродження в посткомуністичній Росії свідчить, що найкращою формою національного відродження і розвитку є національно-культурна автономія. Така форма дозволяє зберегти основні індикатори національної ідентифікації дисперсно розсіяного народу в іншонаціональному середовищі. Але в цьому українцям на Півдні Росії було відмовлено. Попри це, а також на труднощі, пов'язані з тривалою попередньою асиміляцією українців краю, українізація в Північно-Кавказькому регіоні і на Дону до початку 30-х років мала тенденцію до розширення і закріплення в сільських районах. Своєрідний фундамент для цього процесу склали успіхи в навчально-просвітницькій сфері. В 1931 році в краї було 1200 українських 1-го ступеня і до 80-ти шкіл так званого підвищеного типу, шкіл 2-ї ступені — ШКМ. Значно зріс наклад «Червоної газети», який склав 38 тисяч примірників. Популярністю серед української та російської інтелігенції користувався педагогічний та літературно-художній щомісячник «Новий шлях».
Але успіхи українізації в Україні та Російській Федерації в кінцевому рахунку викликали негативне ставлення з сторони вищого партійного керівництва в Москві. В грудні 1932 року на адресу ЦК КП(б) України і в деякі регіональні партійні органи Росії була направлена телеграма за підписами Сталіна і Молотова, в якій українізація безапеляційно засуджувалася як непродумана і шкідлива кампанія. Місцевим органам наказувалося «немедленно прекратить украинизацию в районах, перевести все укринизированные газеты, книги и издания на русский язык и до осени 1933 года подготовить переход школ и преподавание на русский язык»[10].
Невдовзі пішли звинувачення в націоналістичному ухилі особам, котрі очолювали українізацію в Україні. В липні 1933 року один з основних авторів-укладачів програм українізації, нарком просвіти України М.Скрипник на засіданні Політбюро був звинувачений у націоналістичній діяльності, у викривленні політики партії з національного питання, після чого реформатор і ініціатор українізації застрелився. Хвиля репресій покотилася партійними і державними структурами України та Росії, де проводилася українізація. Керівники партійних і державних органів Північно-Кавказького краю пізніше були оголошені «ворогами народу» і репресовані за багатьма статтями обвинувачення, зокрема їм було інкриміновано «антидержавну національну політику». Автоматично звинувачувалися факти конкретних взаємодій українських та північо-кавказьких провідників українізації. Фактично оголошувався шкідливим і забороненим всякий творчий та інший культурно-просвітницький та національний зв'язок між Україною та районами Росії з українським населенням.
Таким чином українізація на Північному-Кавказі і в Донських округах краю не одержала свого логічного завершення. Більше того, в 1933 році було здійснено масові насильства над селянством Півдня Росії. До спровокованого владою голоду додалися масові депортації місцевого населення, в ході яких виселенню піддавалися не тільки так звані «кулаки», але й інші жителі — середняки. Наймасовіші виселення мали місце в центрах сільської українізації.
20 січня 1933 року бюро Північно-Кавказького Крайкому ВКП(б) під головуванням першого секретаря Шеболдаєва прийняло безпідставну Постанову: «Ввиду того, что станица Уманская Павловского района по прежнему идет на поводу у кулака, саботируя хлебопоставки, по примеру станицы Полтавской, Медведовской и Урупской выселить в северные районы СССР из станицы Уманской 1200 хозяйств единоличников и колхозников, наиболее злостно саботирующие хлебопоставки». [11].
Станицю невдовзі вирішили перейменувати. Тепер старовинна станиця, яка була названа при переселенні запорожців на Кубань за йменням запорозького коша (куреня), стала Ленінградською.
Місяцем раніше, 16 грудня 1932 року Крайком ухвалив Постанову про виселення всіх жителів станиці Полтавської: «Ввиду того, что станица Полтавская, несмотря на принятые меры, продолжает злостно саботировать хозяйственные мероприятия Советской власти и явно идет на поводу у кулака, признать необходимым выслать всех жителей станицы из пределов края, за исключивших на деле свою преданность Советской власти в гражданской войне и борьбе с кулачеством…Полтавскую партийную организацию, как явно неспособную бороться за решения партии — распустить». [12] Полтавську, з найхарактернішою українською назвою, станицю перейменували в Красноармійську. Так фактично були розгромлені найактивніші центри української культури в сільській місцевості Північно-Кавказького краю.